# Fytoöstrogen
Fytoöstrogener är växtämnen som liknar kroppens eget östrogen. Fytoöstrogener finns bland annat i alla sojaprodukter, fullkornsbröd av råg, linfrön, linfröolja, bönor, jordnötter och solrosfrön. Fytoöstrogener binder vid östrogenreceptorer i människan.
En svensk studie visar att fytoöstrogenrik kost kan minska risken för prostatacancer.